# Suka Karya (Simeulue Timur)
Suka Karya is een bestuurslaag in het regentschap Simeulue van de provincie Atjeh, Indonesië. Suka Karya telt 4466 inwoners (volkstelling 2010).